# 룩셈부르크의 국기

비율 3:5

비율 1:2

룩셈부르크의 국기는 1845년 6월 12일에 채택되었으며 1972년 6월 23일에 공식적으로 제정되었다.
빨간색, 하얀색, 하늘색 세 가지 색은 룩셈부르크 대공가를 상징하는 색으로 하얀색과 하늘색 두 가지 색으로 구성된 가로 줄무늬 바탕에 빨간색 사자가 그려져 있는 문장에서 유래되었다. 상선기는 네덜란드의 국기와의 혼동을 피하기 위해 별도의 기를 사용한다.

## 색상
| 색상 | 빨강                         | 하양                  | 하늘                         |
| ---- | ---------------------------- | --------------------- | ---------------------------- |
| RGB  | 237–41–57 (#ED2939) 팬톤1788 | 255–255–255 (#FFFFFF) | 0–161–222 (#00A1DE) 팬톤2925 |

## 여러 국기들

대공기
상선기 비율 5:7